# Smólniki Mostkowskie
Smólniki Mostkowskie – część wsi Janowice w Polsce, położona w województwie wielkopolskim, w powiecie konińskim, w gminie Sompolno, na południe od jeziora Mąkolno.
W latach 1975–1998 Smólniki Mostkowskie należały administracyjnie do województwa konińskiego.